# Bos Wars

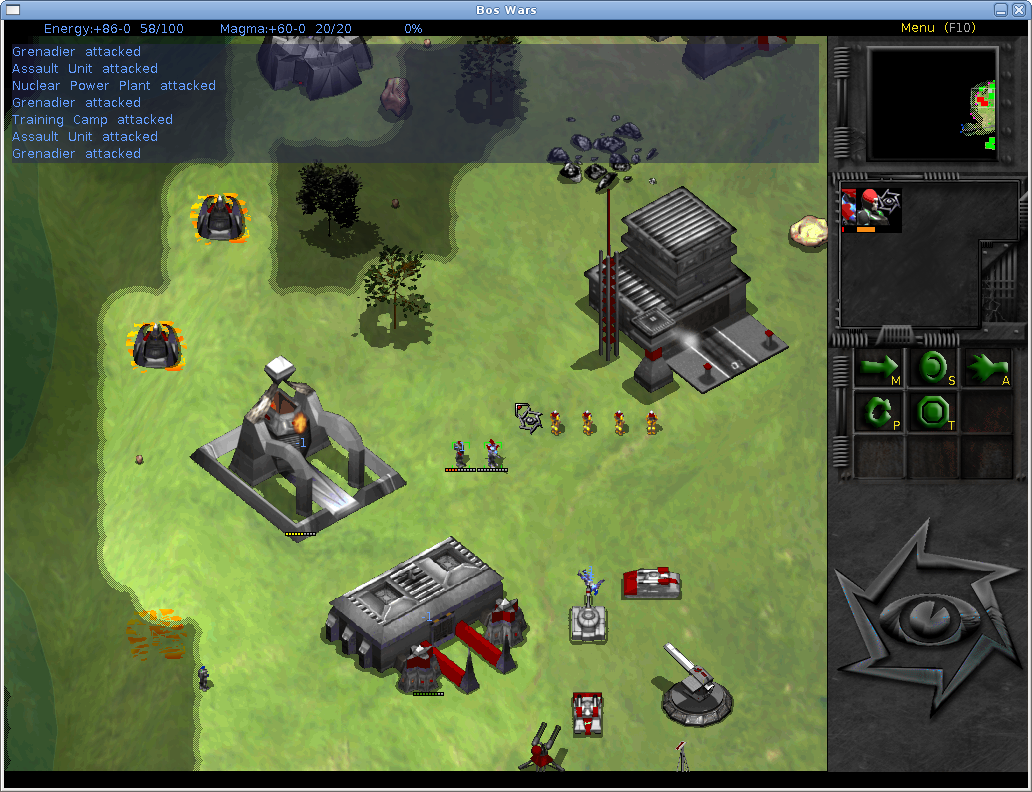
Ảnh chụp màn hình của trò chơi (v2.5.0).

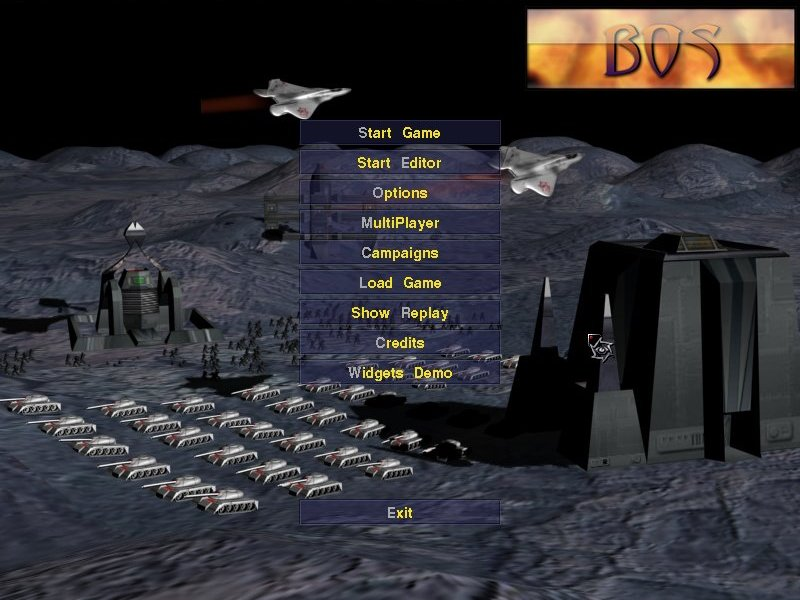
Màn hình tiêu đề Bos Wars (trước 2.2.1).

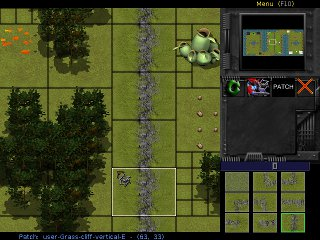
Công cụ tạo màn trong Bos Wars (v2.6.0).

Bos Wars là một game chiến lược thời gian thực đa nền tảng mã nguồn mở.

## Lịch sử
Dự án được Tina Petersen bắt đầu với tên gọi Invasion - Battle of Survival. Khi Petersen qua đời vào năm 2003, François Beerten trở thành người lãnh đạo của dự án. Bản phát hành công khai v1.0 đầu tiên là vào tháng 3 năm 2004. Vào tháng 6 năm 2007, game engine Stratagus đã được hợp nhất với BOS và trò chơi được gọi là Bos Wars. Cộng đồng game tiếp tục phát triển trò chơi trong một thời gian, nhưng bản phát hành cuối cùng là 2.7.0 vào năm 2013.

## Lối chơi
Bản đồ trò chơi ban đầu bắt đầu bằng sương mù chiến tranh bao trùm tất cả các khu vực không nằm trong phạm vi tầm nhìn của đơn vị quân người chơi. Khi các đơn vị quân khám phá bản đồ, bóng tối được loại bỏ. Những khu vực được tiết lộ không nằm trong phạm vi tầm nhìn một lần nữa được làm tối để che giấu sự di chuyển của binh lính địch trên các khu vực đó. Tất cả người chơi có cùng công trình và đơn vị quân. Không có nghiên cứu trong game để người chơi có thể ngay lập tức xây dựng các công trình, máy bay, khí tài và quân đội mới sau khi người chơi đã thu thập đủ tài nguyên để mua lấy chúng.
Tài nguyên trong game là magma và năng lượng. Magma được thu thập bởi các kỹ sư hoặc xe thu hoạch từ đá hoặc được sản xuất bởi máy bơm magma từ các điểm nóng. Năng lượng được các kỹ sư hoặc phương tiện thu hoạch thu thập từ cây hoặc nấm moscela, hay được các nhà máy điện sản xuất.
Có ba loại công trình: cơ bản, đơn vị và quốc phòng. Các công trình cơ bản là nhà máy điện, máy bơm magma, radar, camera và hầm ngầm. Các công trình kiểu đơn vị quân là trại huấn luyện, nhà máy xe, bệnh viện và xưởng máy bay. Cuối cùng, các công trình phòng thủ là tháp súng, đại bác và hầm chứa tên lửa.

## Đặc tính kỹ thuật
Trò chơi được viết bằng C++ và Lua với thư viện SDL. Trò chơi sử dụng bộ game engine dựa trên engine Stratagus. Ban đầu cấu trúc dữ liệu trò chơi được tách ra khỏi engine đồ họa, nhưng nó đã được sáp nhập vào game trong năm 2007 và dự án Stratagus được sáp nhập vào dự án Bos Wars ngay sau khi thay đổi engine.
Mặc dù máy chủ trung tâm chính thức chưa được tạo nhưng Bos Wars vẫn hỗ trợ phần chơi trực tuyến nhiều người chơi miễn là người dùng có thể lấy địa chỉ IP của các đối thủ tiềm năng. Một số trang web cho phép người dùng trao đổi địa chỉ IP dễ dàng.

## Đón nhận và tác động
Bos Wars đã có mặt trên danh sách "42 More of the Best Free Linux Games" (thêm 42 game Linux miễn phí hay nhất) của LinuxLinks cũng như danh sách hàng trăm sau này của họ. PC Advisor đã viết vào năm 2010 về game "Bos Wars là một trò chơi giải trí, nhưng một trò chơi cần một chút thời gian và công sức để học - nó hoàn toàn dành cho những người thích thử thách RTS".
Bos Wars trở thành một tựa game phần mềm miễn phí khá phổ biến được cung cấp bởi nhiều nơi cung cấp phần mềm miễn phí, ví dụ Softonic đã đếm 50.000 lượt tải xuống một mình trên trang web tải game tiếng Tây Ban Nha của họ cho phiên bản 2.5.0 (Tháng 5 năm 2017).